# Саїманга зеленовола
Саїманга зеленовола (Hedydipna collaris) — вид горобцеподібних птахів родини нектаркових (Nectariniidae). Мешкає в Африці на південь від Сахари. Виділяють низку підвидів.

## Опис
Довжина птаха становить 10,9 см. У самців верхня частина тіла, голова, горло і груди яскраві, металево-блискучі, синьо-зелені. Нижня частина тіла жовтувата, на грудях вузька пурпурова смуга. У самичяки верхня частина тіла темно-зелена, блискуча, нижня частина тіла жовта.

## Підвиди
Виділяють дев'ять підвидів:
- H. c. subcollaris (Hartlaub, 1857) — від Сенегалу до південної Нігерії;
- H. c. hypodila (Jardine & Fraser, 1852) — острів Біоко;
- H. c. somereni (Chapin, 1949) — від південно-східної Нігерії до Південного Судану, півночі ДР Конго і північного заходу Анголи;
- H. c. djamdjamensis (Benson, 1942) — південно-західна Ефіопія;
- H. c. garguensis (Mearns, 1915) — від Південного Судану і західної Кенії до східної Анголи, Замбії і західної Танзанії;
- H. c. elachior (Mearns, 1910) — південь Сомалі, схід Кенії і північний схід Танзанії;
- H. c. zambesiana (Shelley, 1876) — від південно-східної Анголи до південно-східної Танзанії, північного Зімбабве і центрального Мозамбіку;
- H. c. zuluensis (Roberts, 1931) — схід Зімбабве, південь Мозамбіку, Есватіні і північний схід ПАР;
- H. c. collaris (Vieillot, 1819) — південний схід ПАР.

## Поширення і екологія
Зеленоволі саїманги живуть в тропічних лісах, чагарникових заростях, на болотах і плантаціях. Живляться комахами і нектаром.

## Галерея

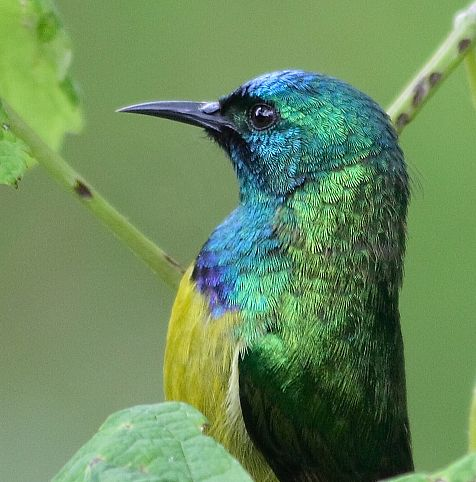
Самець зеленової саїманги
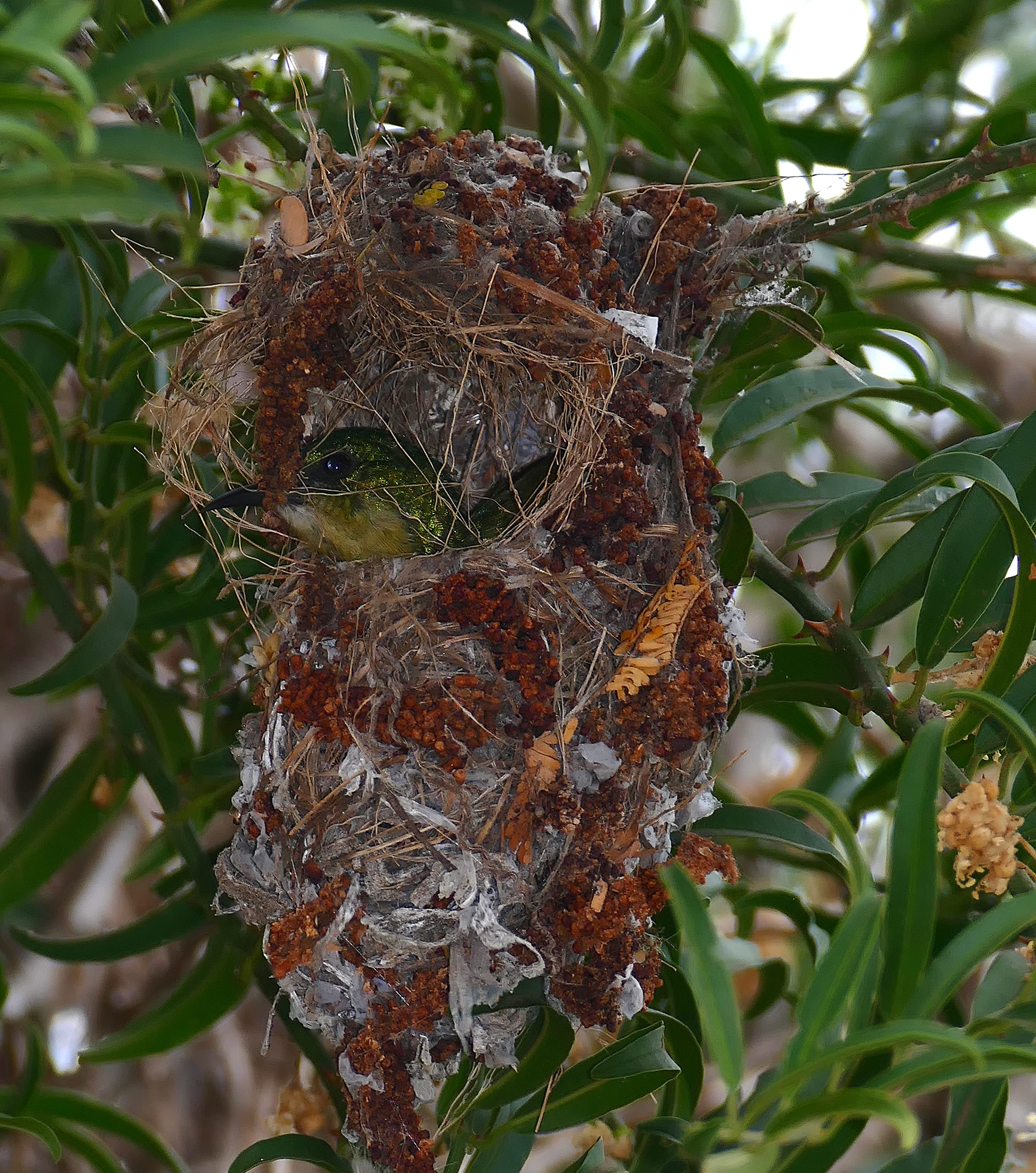
Самиця зеленової саїманги в гнізді